# Ја сам четврти (филм)
Ја сам четврти (енгл. I Am Number Four) амерички је тинејџерски, научнофантастични и акциони филм из 2011. године у режији Ди Џеја Каруса, по сценарију Алфреда Гофа, Мајлса Милара и Марти Ноксон. Темељи се на истоименом роману из 2010. године. Филм прати ванземаљског тинејџера на Земљи који бежи од других ванземаљаца који га лове.
Филм је приказан 18. фебруара 2011. године у традиционалним и IMAX биоскопима. Зарадио је 150 милиона долара, наспрам буџета од 50 милиона.

## Радња
Ванземаљац заробљен у телу обичног тинејџера почиње да разуме изванредну природу својих моћи након што се заљуби у прелепу девојку и буде приморан да испроба своје моћи како би преживео и спасао се од међугалактичких сила које желе да га униште.

## Улоге
| Глумац         | Улога       |
| -------------- | ----------- |
| Алекс Петифер  | Џон         |
| Тимоти Олифант | Хенри       |
| Тереза Палмер  | Шеста       |
| Дајана Агрон   | Сара        |
| Калан Маколиф  | Сем         |
| Кевин Дјуранд  | Сетракус Ра |
| Џејк Абел      | Марк        |